# Erneville-aux-Bois
Erneville-aux-Bois é uma comuna francesa na região administrativa de Grande Leste, no departamento de Meuse. Estende-se por uma área de 28,05 km². Em 2010 a comuna tinha 158 habitantes (densidade: 5,6 hab./km²).